# ما لونغ
ما لونغ (بالصينية المبسطة: 马龙 ؛بالصينية التقليدية: 馬龍؛ بالبينيين: Mǎ Lóng؛ المولود في العشرين من أكتوبر 1988) لاعب تنس طاولة صيني. ما هو المصنف الأول عالميا طبقا للتصنيف العالمى للإتحاد الدولي لتنس الطاولة لشهر تشرين الثاني 2015. ولد ما في مدينة أنشان في مقاطعة لياونينغ في الصين.فاز بمنافسات اللإتحاد الدولي لتنس الطاولة 5 مرات متتالية منها فوز 35 شوط. منذ كانون الثاني 2007 وهو في المراكز الخمسة الأولى للتصنيف العالمي لإتحاد الدولي لتنس الطاولة وبقي في المراكز الثلاثة الأولى منذ أيلول 2001.

## أرقام مهنية

### فردي (حتي تشرين الثاني 2015)
- بطولة العالم: فائز (2015) ؛نصف النهائي (2009, 2011, 2013)؛ دور الستة عشر (2007).
- كأس العالم: فائز (2012، 2015)؛ الثاني (2014)؛ الثالث (2008، 2009).
- منافسات الاتحاد الدولي لتنس الطاولة: الفائز 20 مرة: الكويت وألمانيا 2007، كوريا وسنغافورة 2008، الدنمارك والكويت والصين (مدينة سوشو) وانجلترا2009، ألمانيا 2010، الصين (سوشو) والنمسا والسويد 2011، المجر 2012، قطر والصين (تشانغتشون وسوشو) 2013، الصين (تشنجدو) 2014، الكويت وألمانيا والصين (تشنجدو) 2015. الثاني 10مرات :ألمانيا 2005، اليابان والسويد 2007، الولايات المتحدة الأمريكية والصين (شينزن) 2011، سلوفاكيا والصين (شنغهاي) 2012، الكويت وكوريا والإمارات العربية المتحدة 2013.
- التصفيات النهائية لنافسات الاتحاد الدولي لتنس الطاولة: الفائز (2008، 2009، 2011)؛ الثاني (2013)؛ نصف النهائي (2007)
- ألعاب آسيا: فائز (2010).
- بطولة آسيا:فائز (2009, 2011, 2013)؛ الثاني (2007).
- كأس آسيا: فائز (2008، 2009، 2011، 2014).
- ألعاب الصين الوطنية: فائز (2013)؛ الثاني (2009).
- بطولة الصين لتنس الطاولة: فائز (2011)؛ الثاني (2007، 2014).
- بطولة العالم للناشئين: فائز(2004)؛ ربع النهائي (2003).
- بطولة آسيا للناشئين: فائز (2004).

### زوجي الرجال
- بطولة العالم: فائز (2011)؛ الثاني (2009)؛ دور الستة عشر (2007).
- منافسات الاتحاد الدولي لتنس الطاولة: الفائز 16 مرة: الصين (هاربين) 2005، سلوفاكيا 2006، السويد 2007، الدنمارك وقطر وإنجلترا 2009، الكويت وألمانيا 2010، الصين (شينزن) والنمسا 2011، سلوفاكيا وكوريا والصين (شنغهاى) 2012، الصين(سوشو و تشانغتشون) 2013، الصين (شنجدو)2014.الثاني: 10مرات: الصين (شينزن) 2005، سنغافورة 2006، الصين(شينزن) 2007، قطر وكوريا 2008، الكويت 2009، الصين (سوشو) 2011، الكويت وقطر وكوريا 2013، الصين 2014.
- التصفيات النهائية للمحترفين: الفائز (2006)؛ الثاني (2011)؛ نصف النهائي (2007).
- ألعاب آسيا: نصف النهائي (2006).
- بطولة آسيا: فائز (2007، 2009، 2013)؛ نصف النهائي (2011).
- بطولة الصين لتنس الطاولة: فائز (2010، 2015)؛ الثاني (2007، 2014).
- بطولة العالم للناشئين: الثاني (2004).
- بطولة آسيا للناشئين: الثاني (2003، 2004).

### زوجي مختلط
- ألعاب آسيا: ربع النهائي (2006).
- بطولة آسيا: فائز (2009)؛ نصف النهائي (2005).
- ألعاب الصين الوطنية: فائز (2013).
- بطولة الصين لتنس الطاولة: فائز (2012).
- بطولة العالم للناشئين: الثاني (2003، 2004).
- بطولة آسيا للناشئين: فائز (2004).

### فرق
- الأولمبياد: المركز الأول (2012).
- بطولة العالم: المركز الأول (2006، 2008، 2010، 2012، 2014).
- كأس العالم للفرق: المركز الأول (2009، 2010، 1011، 2013، 2015).
- ألعاب آسيا: المركز الأول (2006، 2010).
- بطولة آسيا: المركز الأول (2005، 2007، 2009، 2011، 2013).
- بطولة الصين لتنس الطاولة: المركز الأول (2011,2012)؛ الثالث (2008).
- الدوري الصيني الممتاز: المركز الأول (2012، 2013، 2015)؛ المركز الثالث (2014).
- بطولة العالم للناشئين: المركز الأول (2003، 2004).
- بطولة آسيا للناشئين: المركز الأول (2004).

### أخرى
- لم يهزم في 40 مباراة فردية في شهر كانون الأول 2011.
- لم يخسر شوط واحد في أربع منافسات: بطولة السويد المتفوحة 2011، بطولة العالم 2012، بطولة العالم للفرق الكلاسيكية 2013، بطولة العالم للفرق 2014.
- فاز ببطولة الصين المفتوحة 6 مرات، وهو الرقم الأكثر مطلقا.
- لم يهزم في مغالبة بينه وبين أحد الاعبين (أخذا في الاعتبار المنافسات الصينية وإسقاط الهزيمة بسبب الإصابة).أسوء مغالبة كانت بينه وبين وانج هاو (17-16) وفلاديمير سامسنوف (6-5).لم يتغلب عليه لاعب قط سوي دانيال جوراك وكوجي ماتسوسهيتا، غلباه في لقاء وحيد في 2006.

## روابط خارجية
- ما لونغ على موقع منظمة تنس الطاولة العالمي (الإنجليزية)
- ما لونغ على موقع اللجنة الأولمبية الدولية (الإنجليزية)
- ما لونغ على موقع أوليمبيديا (الإنجليزية)